# Alessandra Mastronardi
Alessandra Carina Mastronardi (18 de febrero de 1986) es una actriz italiana. Es conocida por su papel en la película To Rome with Love y en la serie de televisión Master of None.

## Inicio de vida y carrera
Alessandra Mastronardi nació en Nápoles (Campania). Con cinco años de edad, la familia se traslada a Roma (Lacio). Estudió en un liceo clásico y se matriculó en la Universidad de Roma La Sapienza , donde estudió artes escénicas.

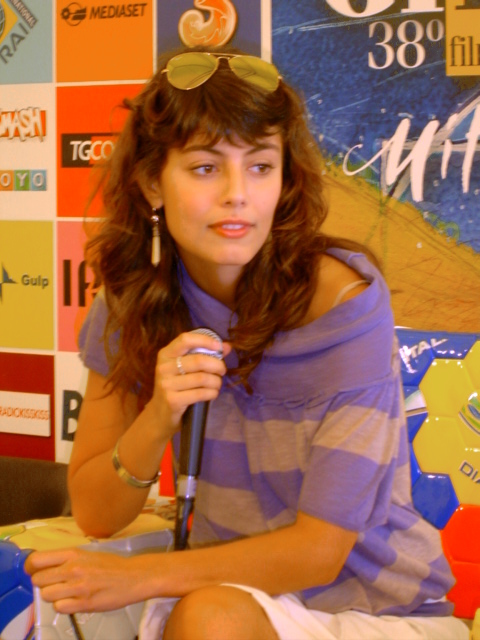
Mastronardi en julio de 2008

Su primer papel como actriz fue en la miniserie Un prete tra noi, en 1997, a la que siguieron otras series: Amico mio 2 (1998), Lui y ley 2 (1999), Il Veterinario y Il Grande Torino, ambas filmadas en 2006, y un episodio de Don Matteo (2006). También apareció en algunas películas: Il manoscritto di Van Hecken (1999) y La bestia nel cuore (2003); y cortometrajes como Cose che sí dicono al buio, de Marco Costa, y Due sigarette, ambos filmados en 2004.
Mastronardi alcanzó mayor fama en Italia cuando apareció regularmente en la versión italiana de la serie Los Serrano, I Cesaroni (2006), en la que actuaba de joven tímida y romántica llamada Eva Cidicini.
En 2007, Mastronardi hizo su estreno en el teatro a través de la comedia The Prozac Family, dirigida por Marco Costa, en el papel de Margherita. En agosto de 2007, se estrenó la película Prueba la volare de Lorenzo Cicconi Massi, en la que la actriz apareció junto a Riccardo Scamarcio en el papel de Gloria. En febrero de 2008 retornó a la televisión con la segunda temporada de I Cesaroni, dirigida por Francesco Vicario. Más tarde, apareció en la miniserie Roma criminal, de Stefano Sollima, basada en el libro homónimo (ya adaptado para el cine con la película Roma criminal de 2005).
En enero de 2009 se inició la tercera temporada de I Cesaroni. Poco después, Alessandra apareció en el telefilme Non smettere di sognare, donde representaba a una joven danzarina, Stella. En 2012, Mastronardi actuó como Milly, una joven profesora de astronomía, en la película To Rome with Love, de Woody Allen. 
En 2017, ella apareció en la segunda temporada de la serie Master of None (Netflix) como Francesca.

## Carrera
Videojuegos
Indiana Jones y El Gran Círculo (2024)

### Teatro
- The Prozac Family, dirigida por Marco Costa (2007/2009)

### Películas
- Il manoscritto di Van Hecken, de Nicola De Rinaldo (1999)
- La bestia nel cuore, de Cristina Comencini (2005)
- Prueba un volare, de Lorenzo Cicconi Massi (2007) - Papel: Gloria
- Una piccola storia, de Stefano Chiantini (2007)
- Tel Rome with love", de Woody Allen (2012)
- Ameriqua, también conocido como Eurotrapped, de Marco Bellone y Giovanni Consonni (2013)
- Amici come noi, de Enrico Lando (2014)
- Romeo y Giulietta, de Riccardo Donna (2014)
- Life de Anton Corbijn (2015)
- Lost in Florence de Evan Oppenheimer (2017)
- Titanium White por Piotr Smigasiewicz (2017)
- Juntos son Dinamita  de Younuts (2022) (Película NETFLIX)

### Televisión
- Un prete tra noi (1997), de Giorgio Capitani y Lodovico Gasparini - miniserie
- Amico mio 2(1998), dirigida por Paolo Poeti - miniserie
- Lui y la ley 2 (1999), Luciano Manuzzi y Elisabetta Lodoli - miniserie
- Un medico en la famiglia 3, por Isabella Leoni y Claudio Norza - serie de tv - Papel: Claudia
- Il veterinario (2005), por José María Sánchez - miniserie
- Il grande Torino (2005), por Claudio Bonivento - miniserie - Papel: Rosa
- Don Matteo 5 (2006) - serie de t v - Episodio 13: Il baile delle debuttanti, dirigido por Elisabetta Marchetti
- I Cesaroni (2006), de Francesco Vicario - serie de TV - Papel: Eva Cudicini
- I Cesaroni 2 (2008), de Francesco Vicario - serie de TELEVISIÓN - - Papel: Eva Cudicini
- Romanzo criminale (2009), de Stefano Sollima - miniserie - Papel: Roberta
- I Cesaroni 3 (2009), de Stefano Vicario y Francesco Pavolini - serie de tv - Papel: Eva Cudicini
- No smettere di sognare (2009), de Roberto Burchielli - telefilme - Función: Stella
- Romanzo criminale 2, de Stefano Sollima - Miniserie - Función: Roberta
- I Cesaroni 4 (2010) - serie de tv - Papel: Eva Cudicini
- Sotto il cielo di Roma (2009-2010) - serie de tv - Papel: Giovane Ebrea
- Taller Fontana - Le sorelle della moda (2011) - miniserie - Papel: Micol Fontana
- La certosa di Parma (2012) - miniserie - Papel: Clélia Conti
- Titanic: Blood and Steel (2012) - miniserie - Papel: Sofía Silvestri
- L'Allieva(2016), de Luca Ribuoli - serie de televisión
- Master of None (2017) - Papel: Francesca[2]
- Medici: Masters of Florence (2018) - Papel: Lucrezia Donati[3]

### Cortometrajes
- Cose che sí dicono al buio (2004), dirigida por Marco Costa - Papel: Fiammetta
- Debido sigarette (2004), de Serena Alfieri
- La nieve dentro de la casa, de Maria Giovanna Barsi - Papel: Maddi